# Vrången
Vrången este o arie protejată (arie specială de conservare — SAC, sit de importanță comunitară — SCI) din Suedia întinsă pe o suprafață de 160,3 ha, integral pe uscat.

## Localizare
Centrul sitului Vrången este situat la coordonatele 57°29′11″N 15°19′22″E / 57.4864°N 15.3228°E.

## Înființare
Situl Vrången a fost declarat sit de importanță comunitară în ianuarie 1998 pentru a proteja 1 specie de animale. Situl a fost protejat și ca arie specială de conservare în martie 2011.

## Biodiversitate
Situată în ecoregiunea boreală, aria protejată conține 1 habitat natural: Ape stătătoare oligotrofe până la mezotrofe, cu vegetație de Littorelletea uniflorae și/sau de Isoëto-Nanojuncetea.
La baza desemnării sitului se află o specie protejată de  nevertebrate: Dytiscus latissimus.